# 大紅細蟌
大紅細蟌（Pyrrhosoma nymphula），是歐洲的豆娘之一。大紅細蟌以雄性的紅色身體得名，雌性則是黃色。

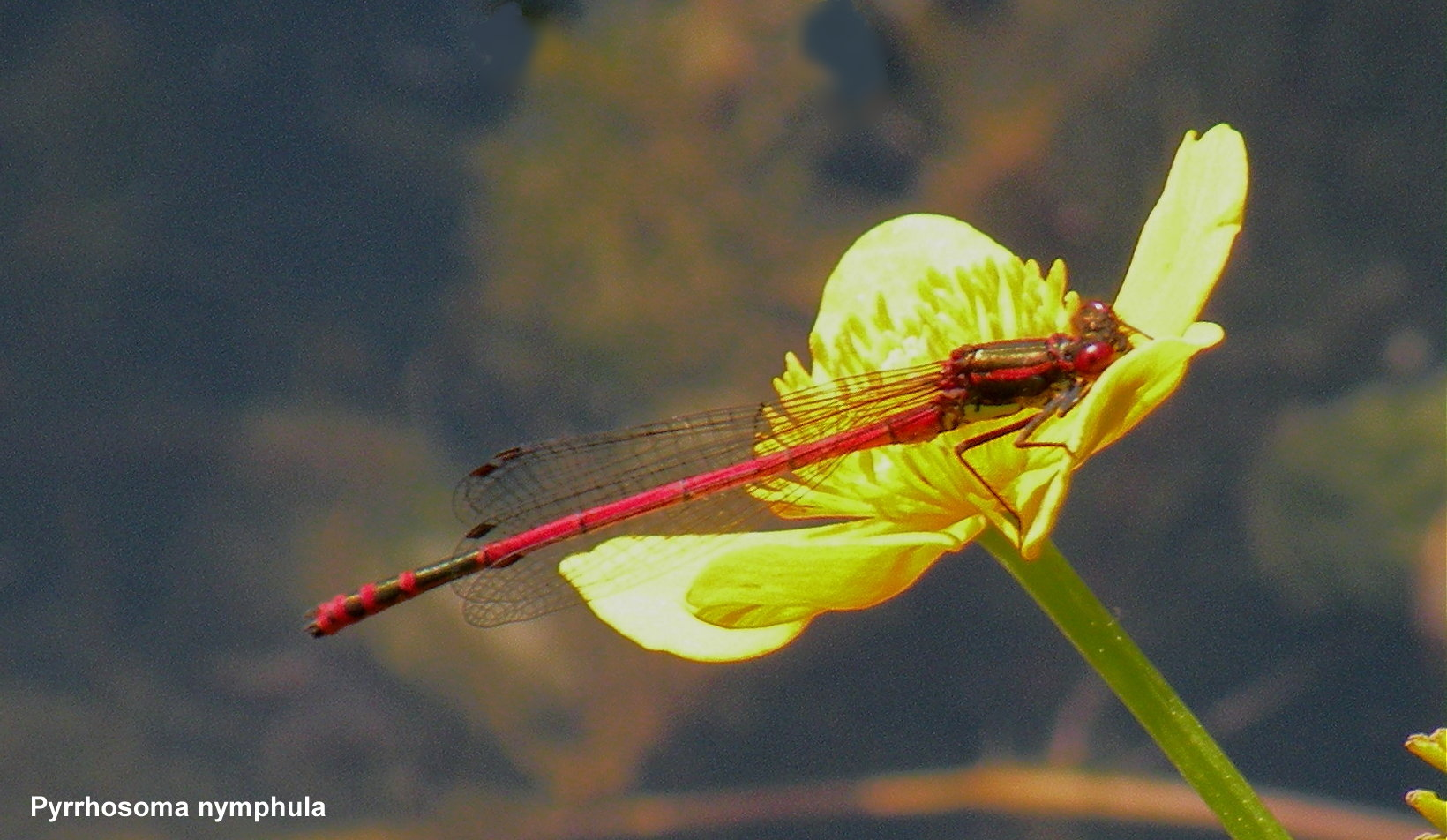
雄性
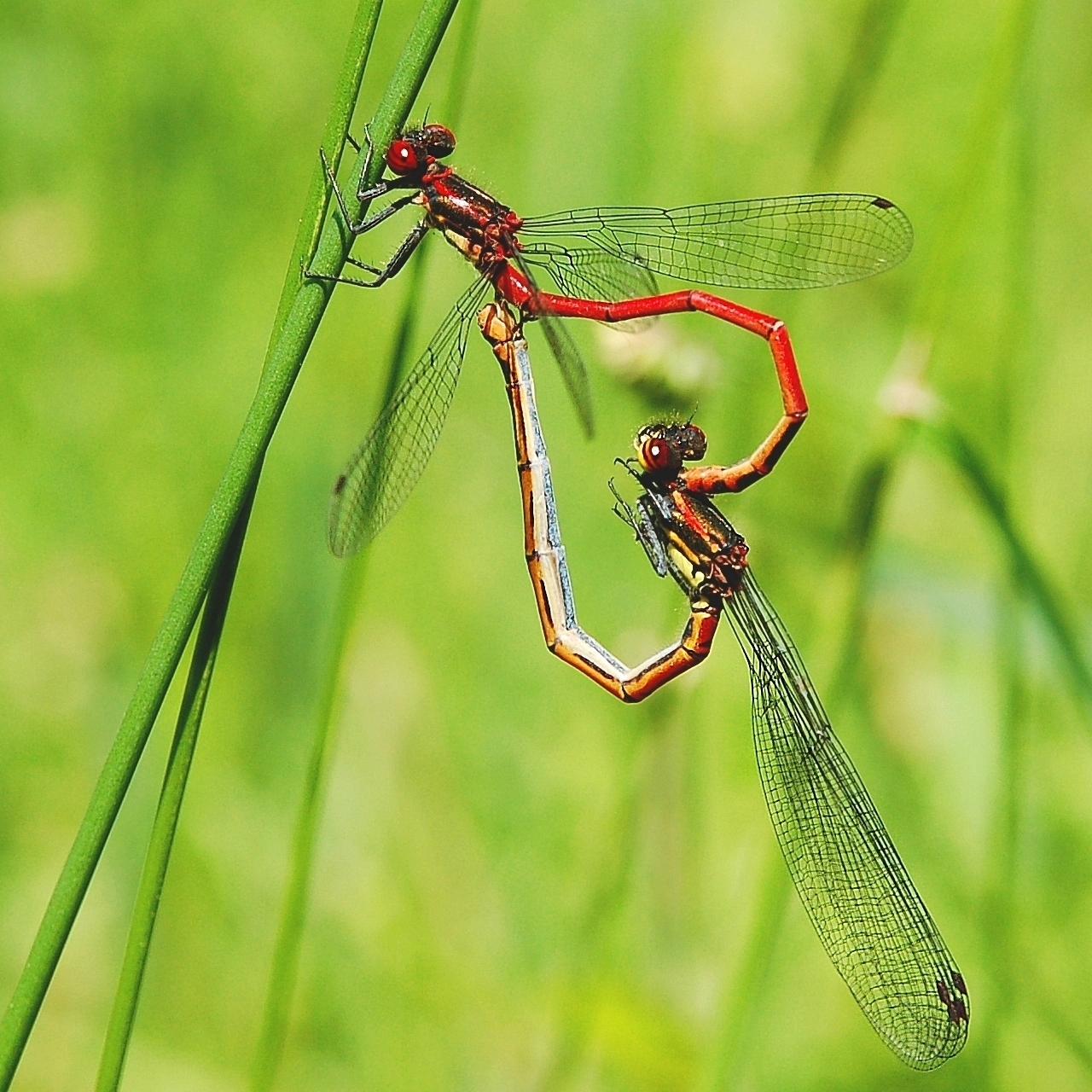
交配中的兩隻大紅細蟌